# Nemo (Christophe Gans)

Nemo est à ce jour un projet de film inachevé de Christophe Gans, sur un scénario co-écrit avec Thierry Cazals, Roger Avary et Michael Cooper, d'après l'œuvre de Jules Verne.
Après des différends artistiques et logistiques entre le réalisateur français et les producteurs britanniques, le projet Nemo est stoppé en 1999, après deux années de pré-production.

## Genèse du projet
1995. Après le succès de son premier long-métrage, Crying Freeman, Christophe Gans se lance dans un projet des plus ambitieux, celui de développer la jeunesse du capitaine Nemo, héros tragique de Jules Verne dans son roman Vingt mille lieues sous les mers.
Gans décide d'ignorer les origines indiennes du personnage, évoquée dans L'Île mystérieuse, et de transposer l'histoire dans le contexte de la guerre civile américaine. On suit alors les premiers pas de Nemo aux commandes de son célèbre submersible le Nautilus. Les évènements de la guerre l’amènent à haïr le monde des hommes pour se réfugier dans les grands fonds à la recherche de l'Atlantide,,.
« J’ai rendu un script qui raconte la première plongée du sous-marin et l’histoire d’amour qui va brouiller la vie de Nemo, qui va en faire l’homme qu’on connaît sous les traits de James Mason dans le film Vingt mille lieues sous les mers de Richard Fleischer (1954). C’est l’occasion de réaliser un film d’aventures comme on en voyait dans les années 1960, mais avec une vision moderne » explique le réalisateur. Le scénario est finalement retravaillé par Thierry Cazals, Roger Avary et Michael Cooper.

## Développement et échec
Samuel Hadida, créateur de Metropolitan Filmexport, décide de financer Nemo en partenariat avec des studios américains et britanniques.
L'auteur de bande dessinée Mathieu Lauffray, appelé à composer des peintures préparatoires aux côtés de Marc Caro, Thierry Ségur ou encore Claire Wendling, évoque « une grande aventure, la découverte de l’inconnu et un Christophe Gans passionnant et passionné qui habitait cette histoire incroyable d’une vision aussi romantique que violente ! »,. Philippe Druillet compose une trentaine de décors, dont celui de la salle de l’orgue du Nautilus.
Pendant que les illustrateurs s'affairent à développer l’univers graphique du film, Christophe Gans tente d'imposer aux studios son propre casting. Il propose Russell Crowe pour le rôle-titre, mais les producteurs britanniques sont réticents. « On m’a répondu que ce type ne ferait jamais carrière et proposé Keanu Reeves ! Une endive interprétant le héros de Jules Verne ! Ridicule. J’ai ri et suis parti. Le film se serait évidemment planté et j’aurais traîné longtemps cette casserole. » expliquera plus tard le réalisateur. Winona Ryder, ayant eu connaissance du manuscrit, demande à participer à ce projet pour la somme de deux millions de dollars. Selon les rumeurs, Gans aurait rétorqué qu'il préférait encore dépenser cette somme pour le calmar géant.
En 1999, peu avant d'entreprendre les préparatifs pour un futur tournage à Hawaï, la production de Nemo est stoppée par les studios britanniques pour différents artistiques et logistiques. Christophe Gans se dit « épuisé » et ayant perdu « tout désir de réaliser le film ». Il se tourne alors vers Le Pacte des loups produit par Studio Canal.

### Relance du projet
En 2014, lors de la sortie de La Belle et la Bête, le réalisateur revient sur ses échecs au micro d'Allociné, et n'exclut pas la possibilité de retravailler sur ces films.
Le projet d'adaptation de Vingt mille lieues sous les mers est effectivement relancé en 2016 avec « une esthétique faisant se rencontrer l'Est et l'Ouest » dans une coproduction franco-chinoise, avec un casting principal et un tournage en Chine ,,.

### Fiche technique
- Titre original : Nemo
- Réalisation :  Christophe Gans
- Scénario : Christophe Gans, Thierry Cazals, Michael Cooper, Roger Avary d'après l'œuvre de Jules Verne
- Direction artistique : Marc Caro, Philippe Druillet, Matthieu Lauffray, Thierry Ségur, Claire Wendling, Olivier Vatine
- Production : Samuel Hadida, August Entertainment, J&M Entertainment
- Pays :  France  États-Unis  Angleterre
- Date : 1995-1999